# Brad Newley
Bradley "Brad" Newley (Adelaida, 18 de febrero de 1985) es un jugador de baloncesto australiano que pertenece a la plantilla del Sydney Kings. Mide 2,01 metros de estatura, y juega en a posición de alero.

## Trayectoria deportiva

### Liga australiana
Comenzó su carrera profesional en 2004, en las filas del Townsville Crocodiles de la liga australiana, siendo en su primera temporada elegido rookie del año y mejor sexto hombre de la competición, Jugó dos temporadas más en aquel equipo, siendo incluido en el segundo mejor quinteto del campeonato en 2007, tras promediar 22,4 puntos y 5,3 rebotes por partido.
En 2007 anunció su marcha a los Adelaide 36ers, aunque tenía las miras puestas en el Draft de la NBA, donde fue elegido por Houston Rockets en el puesto 54.

### Europa
Tras probar en varios equipos sin obtener un contrato garantizado, decidió continuar su progresión en la liga griega, una competición más potente que la australiana, rompiendo el contrato con los 36ers. Fichó por el Panionios, donde promedió 10,3 puntos y 3,3 rebotes por partido. En un partido ante el AEK Atenas consiguió anotar 32 puntos, con 12 de 12 tiros de campo convertidos, 8 de ellos de 3 puntos, que se convirtió en récord histórico de la liga.
Al año siguiente firmó contrato con el Panellinios Atenas, donde promedió 10,6 puntos y 4,4 rebotes en su única temporada en el equipo. En 2009 se comprometió con el Beşiktaş Cola Turka de la Türkiye 1. Después de pasar por el Lietuvos Rytas lituano, juega durante una temporada en el Valencia Basket (2011-12).
Al final de la temporada, ficha por el Gran Canaria 2014, donde juega cuatro temporadas (2012-2016), hasta que vuelve a su país, a pesar de tener una opción para renovar un año más.

### Selección australiana
Formó parte de la selección australiana  sub-19 que logró el Campeonato del Mundo de 2003 disputado en Grecia, anotando 16 puntos en la final que les enfrentó a Lituania.
Desde entonces es un fijo en la selección absoluta, participando en el Campeonato Mundial de Baloncesto de 2006, donde promedió 8 puntos y 2,5 rebotes, y posteriormente en los Juegos Olímpicos de Pekín 2008.